# Ilaïsaane Lauouvéa
Ilaïsaane Lauouvea est une femme politique indépendantiste de Nouvelle-Calédonie, d'origine wallisienne, née le 7 avril 1970 à Nouméa. Militante du Rassemblement démocratique océanien (RDO), elle est vice-présidente du groupe du Front de libération nationale kanak et socialiste (FLNKS) au Congrès de la Nouvelle-Calédonie depuis 2011. 

## Collaboratrice d'élus UNI-FLNKS
Juriste de formation, Ilaïsaane Lauouvea adhère au Rassemblement démocratique océanien (RDO) créé en 1994 par des partisans de l'indépendance de la Nouvelle-Calédonie ayant quitté l'Union océanienne (UO), elle-même fondée en 1989 pour défendre les intérêts de la communauté wallisienne, futunienne ou tahitienne et la rapprocher du monde mélanésien. Le RDO adhère au Front de libération nationale kanak et socialiste (FLNKS) en 1998
Elle est tout d'abord chargée de mission auprès du gouvernement de 1999 à 2004, notamment auprès d'Aukusitino Manuohalalo jusqu'en 2002 (secrétaire général, et donc numéro deux, du RDO de 1994 à 2002, il est membre des premier puis deuxième gouvernements locaux, chargé de la Protection sociale et de la Santé, de 1999 à 2002) ou de Rock Wamytan (président du FLNKS de 1995 à 2001 et de l'Union calédonienne, ou UC, de 1999 à 2001, membre des premier, deuxième et troisième gouvernements, chargé des Affaires coutumières et des Relations avec le Congrès et le Sénat coutumier de 1999 à 2001 et de 2002 à 2004). 
Elle reste une proche de ce dernier, étant élue conseillère municipale du Mont-Dore en deuxième position sur la liste « Un destin commun avec le FLNKS » qu'il conduit lors des élections de mars 2001 et qui est concurrencée par celle « Union citoyenne » de l'UC emmenée par Gérard Reignier (les deux listes indépendantistes obtiennent 2 sièges chacune, Rock Wamytan choisit de plus de ne pas siéger et de laisser sa place au suivant de liste Gustave Brukoa). Elle siège ainsi jusqu'en 2008 dans l'opposition à la majorité détenue par les anti-indépendantistes du Rassemblement pour la Calédonie dans la République (RPCR, rebaptisé Rassemblement-UMP en 2004) et dirigée successivement par Réginald Bernut jusqu'en 2003 puis par Éric Gay (en 32e position sur 35 sur la liste, cette fois d'union, emmenée par Gérard Reignier en 2008, elle n'est donc pas réélue). Elle est également candidate en 7e place (ce qui la rend pratiquement inéligible, les indépendantistes étant minoritaires et 11 sièges étant à pourvoir) sur la liste présentée par le groupe du FLNKS au Congrès (et qui ne dispose plus que de 11 membres issus du Parti de libération kanak, dit Palika, du RDO et de 3 des 10 élus de l'UC, les 7 autres ayant formé en 2000 un groupe distinct) et menée là-aussi par Rock Wamytan pour l'élection du 2e gouvernement issu de l'accord de Nouméa le 3 avril 2001, obtenant 3 sièges sur 11.    
Pour les élections provinciales du 9 mai 2004, elle est candidate dans le Sud en sixième place sur la liste « Union nationale pour l'indépendance avec le FLNKS » (UNI-FLNKS, qui rassemble les trois composantes non-UC du FLNKS, à savoir le Palika, l'Union progressiste en Mélanésie, ou UPM, et le RDO, mais aussi la section locale du Parti socialiste) menée par le maire Palika de Yaté Adolphe Digoué. Cette formation arrive alors en tête de l'électorat indépendantiste, très divisé lors de ce scrutin, mais, avec 2 530 voix soit 4,62 % des suffrages exprimés, n'obtient pas d'élu. Quoi qu'il en soit, Ilaïsaane Lauouvéa est candidate en 6e place (une fois encore, sans chance d'être élue) sur les deux listes présentées successivement les 10 et 24 juin 2004, pour la désignation des 11 membres du 4e puis 5e gouvernements locaux, par le groupe UNI-FLNKS (9 membres) et emmenées par la Palika Déwé Gorodey (2 élus à chaque fois). Pendant toute la durée de la mandature allant de 2004 à 2009, Ilaïsaane Lauouvéa est l'une des collaboratrices de ce groupe UNI-FLNKS au Congrès qui comprend surtout des représentants du Palika (7 élus) mais aussi du RDO (1 seule élue) et un dissident de l'UC des Îles Loyauté, Jacques Lalié, qui a créé l'UC Renouveau.

## Élue provinciale et au Congrès
Aux élections provinciales du 10 mai 2009, les indépendantistes décident cette fois de se rassembler dans le Sud et une liste unitaire « FLNKS » est constituée, sous la conduite de Rock Wamytan. Ilaïsaane Lauouvea y représente le RDO en deuxième position. Cette liste retrouve alors la représentation que le FLNKS avait perdu en 2004, arrivant en quatrième position derrière les anti-indépendantistes du Rassemblement-UMP, de Calédonie ensemble et de l'Avenir ensemble-LMD avec 5 342 voix, 8,82 % des suffrages exprimés et 4 conseillers provinciaux sur 40, dont 3 sur les 32 également envoyés au Congrès. Ilaïsaane Lauouvéa fait donc son entrée dans les deux institutions. 
À l'Assemblée de la Province Sud, elle est, lors de la première séance de la mandature le 15 mai 2009, la candidate du groupe FLNKS pour la 1re vice-présidence, qui revient au maire Rassemblement-UMP du Mont-Dore Éric Gay par 34 voix contre 4 et 2 bulletins blanc ou nul. 
Au Congrès, elle siège au sein du groupe FLNKS présidé par Rock Wamytan de 2009 à 2011 puis par Caroline Machoro, qui ne rassemble toutefois toujours pas la totalité du front indépendantiste et est dominé désormais par l'Union calédonienne, tous les élus du Palika sauf un (Sylvain Pabouty, unique représentant de ce parti dans le Sud et qui finit par faire dissidence en 2011 pour créer la Dynamik unitaire Sud, dite DUS, reste au sein du groupe FLNKS) formant alors un groupe baptisé « UNI ». À la suite de l'élection de Rock Wamytan à la présidence du Congrès (avec les voix indépendantistes du groupe FLNKS et des élus du Parti travailliste mais aussi avec celles anti-indépendantistes du Rassemblement-UMP et de l'Avenir ensemble) le 1er avril 2011, Caroline Machoro, une élue UC du Nord jusque-là vice-présidente, est choisie pour lui succéder à la présidence du groupe FLNKS et Ilaïsaane Lauouvéa devient sa vice-présidente. 
Elle est membre de la commission permanente du Congrès depuis le 8 juin 2009, ainsi que rapporteur de la commission intérieure de la Législation et de la Règlementation générales (présidée par Caroline Machoro) et vice-présidente de la commission spéciale chargée de la Refonte du règlement intérieur (présidée par le Calédonie ensemble Philippe Michel) depuis le 19 août 2011. Elle a rapporté auprès de cette assemblée la loi du pays relative au transfert à la Nouvelle-Calédonie des compétences de l'État en matière de police et sécurité de la circulation maritime s'effectuant entre tous points de la Nouvelle-Calédonie, et de sauvegarde de la vie humaine en mer dans les eaux territoriales (conjointement avec Nathalie Brizard, alors membre du petit parti anti-indépendantiste du Rassemblement pour la Calédonie, ou RPC) votée le 30 novembre 2009 et de celle portant modification du code du travail de Nouvelle-Calédonie (qui rattache au statut de droit public les collaborateurs de membres du gouvernement de la Nouvelle-Calédonie, de cabinet, d'élus ou groupes d'élus des institutions et collectivités territoriales, texte proposé par la commission spéciale de la Refonte du règlement intérieur du Congrès) adoptée le 27 juillet 2010.
Elle est également choisie par le FLNKS pour aller porter sa voix le 7 octobre 2010 auprès de la Quatrième commission de l'Assemblée générale des Nations unies chargée des questions politiques spéciales et de la décolonisation (succédant ainsi à Rock Wamytan, qui avait depuis 1998 pris la parole presque tous les ans devant cette institution internationale, et en marge du discours prononcé avant le sien par le président du gouvernement néo-calédonien de l'époque Philippe Gomès, le premier chef de l'exécutif local à s'exprimer devant l'ONU depuis Jean Lèques en 2000). Elle y rappelle la position de son mouvement sur « la vocation de la Nouvelle-Calédonie à devenir indépendante », que le processus d'autonomisation prévu par l'accord de Nouméa suppose de donner à la Nouvelle-Calédonie « les moyens d’une véritable émancipation en lui permettant d’assurer la croissance économique et le développement humain » alors que, selon elle, « les résultats mitigés de l’année 2009 confirment que l’économie calédonienne évolue toujours en fonction de la conjoncture du nickel », que « les inégalités subsistent » et que « le rééquilibrage économique, spatial… reste à faire. Les modalités de répartition des moyens octroyés par la Nouvelle-Calédonie aux provinces sont aujourd’hui remises en cause mais nous ne disposons aujourd’hui d’aucune analyse objective nous permettant d’évaluer ce rééquilibrage ». Enfin, elle en appelle à l'ONU et à ses instances chargées des questions de décolonisation (dont surtout le Comité spécial de la décolonisation) « pour évaluer le degré d’autonomie auquel la Nouvelle-Calédonie est aujourd’hui parvenue »,.
Le 29 août 2013, à la suite d'une modification du règlement intérieur permettant l'élection à la majorité relative au troisième tour de scrutin du président de la commission permanente du Congrès, Ilaïsaane Lauouvéa est élue à ce poste avec 5 voix sur 11 (4 issues de membres de la commission issus du groupe FLNKS et 1 du groupe UNI, donc l'ensemble des indépendantistes) contre 3 à Pierre Bretegnier du groupe Engagement pour une Calédonie dans la France (ECF) et président sortant, qui est porté à l'unanimité à la vice-présidence, et 3 également à Philippe Michel de Calédonie ensemble, qui pour sa part est élu secrétaire à l'unanimité. Elle est la deuxième femme, et la deuxième personne d'origine wallisienne, à accéder à la présidence de la commission permanente, la première ayant été, dans les deux cas, Anne-Marie Siakinuu (Avenir ensemble) de 2004 à 2008.